# 콘스탄티누스 2세

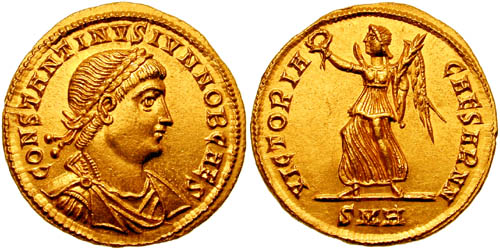
콘스탄티누스 2세

플라비우스 클라우디우스 콘스탄티누스(Flavius Claudius Constantinus, 316년 - 340년)는 337년부터 340년까지 로마 황제였다. 콘스탄티누스 1세와 그의 둘째 부인 파우스타 사이의 첫째 아들이다. 콘스탄티누스 왕조.
아버지에 의해 부제가 되었고 이복형 크리스푸스가 죽은 이후 갈리아에서 복무했다.
337년 콘스탄티누스 1세가 죽자 형제들인 콘스탄스 및 콘스탄티우스 2세와 함께 황제로 제국을 분할 통치했다. 그는 브리타니아·갈리아·히스파니아를 다스렸으나 얼마 뒤 막내동생 콘스탄스에게 이탈리아와 아프리카를 내놓으라고 요구했고, 340년 초 기습적으로 이탈리아에 쳐들어갔다. 아퀼레이아까지 진격한 그는 콘스탄스의 선봉 부대와 만났고 뒤이어 벌어진 전투에서 죽었다.
종교적으로 기독교를 믿었던 그는 삼위일체를 신봉하는 니케아파로 아리우스파였던 동생 콘스탄티우스 2세와 대립하며 아타나시우스를 풀어주고 알렉산드리아로 돌아가게 도왔다.